# Красный сфинкс
«Красный сфинкс» (фр. Le sphinx rouge) или «Граф де Море» (фр.  Le comte de Moret) — историко-приключенческий роман французского писателя Александра Дюма-отца, написанный и опубликованный в 1865—1866 годах.

## Сюжет и история текста
Действие романа происходит во Франции в эпоху кардинала Ришельё, в 1628—1630 годах. Король Людовик XIII, всё ещё не имеющий наследников, вынужден бояться заговоров, в которых участвуют его мать, жена и брат. Главным героем романа стал внебрачный сын Генриха IV граф де Море. Ришельё, узнав, что граф переписывается с обеими королевами, отправляет его в Италию, где в это время идёт война за мантуанское наследство. Граф совершает ряд подвигов, командующий присылает его в Париж с известием о взятии Пиньероля, и жена Людовика Анна Австрийская обращает внимание на его красоту. У романа открытый финал, так что остаётся неясным, могла ли возникнуть любовная связь.
Александр Дюма написал свой очередной роман в 1865—1866 годах. Под названием «Красный сфинкс» (так историк Жюль Мишле называл Ришельё) это произведение публиковалось в газете Le Nouvelles, под названием «Граф де Море» — в газете Le Mousquetaire II. 

Также роман печатался в газете «France-soir» с 8 октября 1946 (№709) по 15 декабря 1946 (№768) в 59 номерах. Отдельное книжное издание увидело свет только в 1946 году, причём оно было неполным (без четвёртой части). В 1947 году появилось новое издание, а полный текст был опубликован только в 2008 году.